# Franz von Sickingen
Franz von Sinckingen (1481. – 1523.) bio je vojskovođa njemačkog cara Karla V. i vođa viteškog ustanka 1522. – 1523. U svom utvrđenome gradu Landstuhlu u Franačkoj, okupio je Lutherove pristaše s kojima je napao grad Trier, grad izoliran od vlasti teritorijalnih kneževa i cara, ali neuspješno jer stanovništvo je podupiralo tamošnjeg biskupa. Ranjeni Sickingen morao je prekinuti opsadu i predati se falačkom izbornom knezu. Prilikom predaje dvora je umro.

## Vanjske poveznice
- Literatura o Sickingenu  Arhivirana inačica izvorne stranice od 6. ožujka 2016. (Wayback Machine) u katalogu Njemačke nacionalne knjižnice